# Wir sind die Millers
Wir sind die Millers (Originaltitel We’re the Millers) ist eine US-amerikanische Filmkomödie des Regisseurs Rawson Marshall Thurber aus dem Jahr 2013. In den Hauptrollen sind Jason Sudeikis und Jennifer Aniston zu sehen. Der Film feierte seine Weltpremiere am 1. August 2013 im New Yorker Ziegfeld Theatre.

## Handlung
Nachdem David Clark, einem kleinen Drogendealer, Geld und Ware geraubt worden sind, kann er die Schulden bei seinem Lieferanten Brad Gurdlinger nicht bezahlen. Brad zwingt ihn, seine Schulden abzuarbeiten: David soll eine angeblich kleine Menge Marihuana aus Mexiko in die Vereinigten Staaten schmuggeln; seine Schulden wären danach beglichen und er bekäme zusätzlich 100.000 US-Dollar. Clark beobachtet, dass die Polizei Wohnmobilfahrern wohlwollend hilft und kommt auf eine Idee. Er heuert seine als Stripperin arbeitende Nachbarin Rose, die dreiste junge Ausreißerin Casey und den schüchternen 18-jährigen Nachbarssohn Kenny an. Gemeinsam sollen sie eine Familie spielen, die mit einem Wohnmobil zum Camping nach Mexiko reist, nämlich die Millers.
In Mexiko muss David erfahren, dass es sich bei dem Schmuggel um eine enorm große Menge Cannabis handelt und das gesamte Wohnmobil damit vollgeladen wird. Bereits zu Beginn der Rückreise hält sie ein mexikanischer Polizist an. Dieser erkennt den Plan der Schmuggler sofort, lässt sie jedoch gegen Bestechungsgeld weiterfahren. Die Millers glaubten allerdings zuerst, dass der Motorradpolizist eine sexuelle Dienstleistung erwartete. Auch bei der Einreise in die Vereinigten Staaten haben die Millers in letzter Sekunde Glück. Die Kontrolle ihres Wohnmobils wird abgebrochen, als mexikanische Flüchtlinge unter ihrem Wagen durchbrechen, und sie können weiterfahren. Bald darauf muss das Team jedoch wegen einer Panne anhalten, da Clark bei einer Bergfahrt den Motor überhitzt hat. Die Urlauberfamilie Fitzgerald, bestehend aus Don, Edie und deren Tochter Melissa, zeigt sich hilfsbereit und schleppt unwissend das mit Drogen voll beladene Wohnmobil ab. Auf dem Weg zur nächsten Werkstatt stellt sich heraus, dass Don Fitzgerald ein Drogenfahnder der DEA ist, der wegen mangelnder Durchsetzungsfähigkeit aus dem Außendienst abgezogen wurde. Vorerst können die Millers ihre Tarnung bewahren. Zwischen Kenny und Melissa bahnt sich eine zarte Beziehung an. Die Millers verstehen es, alle Verdachtsmomente gegen sie auf charmante Art zu entkräften.
Es wird aufgedeckt, dass Gurdlinger keineswegs der Käufer der geschmuggelten Drogen ist, sondern die Millers diese unwissentlich gestohlen haben. Daher werden die Millers und die Fitzgeralds von den wahren Besitzern überfallen; die Tarnung der Millers fliegt auf. Nach einem Handgemenge können die Gangster überwältigt und von Don verhaftet werden; gegenüber den Millers drückt er beide Augen zu und lässt sie laufen.
Nachdem David die Ware bei Gurdlinger abgeliefert hat, verweigert dieser ihm wegen Überschreitung des Liefertermins den zwischenzeitlich telefonisch versprochenen Botenlohn von 500.000 US-Dollar und bestätigt sogar Davids Vorwurf, er habe überhaupt nie vorgehabt, ihn für den Schmuggel zu bezahlen. Plötzlich stürmt ein schwerbewaffnetes DEA-Spezialeinsatzkommando unter Leitung des behördenintern rehabilitierten Don das Gebäude und verhaftet Gurdlinger. Don erklärt David, dass er und der Rest der Millers in das Zeugenschutzprogramm aufgenommen werden. Der Film endet mit den tatsächlich zu einer glücklichen Familie gewordenen Millers in einem wunderschönen Zuhause mit Cannabisstauden im vorbildlich gepflegten Garten.

## Synchronisation
Die deutschsprachige Synchronisation wurde von Film- & Fernseh-Synchron nach einem Dialogbuch und unter der Regie von Jan Odle vorgenommen.
| Rolle                 | Schauspieler            | Synchronsprecher          |
| --------------------- | ----------------------- | ------------------------- |
| David Clark           | Jason Sudeikis          | Norman Matt               |
| Sarah „Rose“ O’Reilly | Jennifer Aniston        | Ulrike Stürzbecher        |
| Brad Gurdlinger       | Ed Helms                | Uwe Büschken              |
| Casey Mathis          | Emma Roberts            | Luisa Wietzorek           |
| Kenny Rossmore        | Will Poulter            | Patrick Baehr             |
| Don Fitzgerald        | Nick Offerman           | Wolfgang Wagner           |
| Edith Fitzgerald      | Kathryn Hahn            | Christin Marquitan        |
| Melissa Fitzgerald    | Molly C. Quinn          | Jennifer Weiß             |
| Rick Nathanson        | Thomas Lennon           | Axel Malzacher            |
| Cop                   | Luis Guzmán             | Tobias Meister            |
| Dan Johnson           | Matt Cornwell           | Jan Odle                  |
| Doktor                | Scott Adsit             | Stefan Staudinger         |
| Flugbegleiterin       | Denielle Fisher         | Silvia Mißbach            |
| Grenzbeamter Shafer   | Kevin Dorff             | Erich Räuker              |
| Letzter Grenzbeamter  | Rawson Marshall Thurber |                           |
| Pablo Chacon          | Tomer Sisley            | Sebastian Christoph Jacob |
| One Eye               | Matt Willig             | Abelardo Decamilli        |
| Scotty P.             | Mark L. Young           | David Wittmann            |
| Soccer Mom            | Tonya Bludsworth        | Eva Thärichen             |
| Straßenschläger #1    | Joey Nappo              | Jesco Wirthgen            |
| White Bread Dad       | Brett Gentile           | Bernhard Völger           |
| White Bread Mom       | Kelly Lintz             | Daniela Reidies           |
| Todd                  | Ken Marino              | Gerrit Hamann             |

## Rezeption

### Zuschauerzahlen
Im Jahr 2013 wurden bundesweit 1.269.824 Besucher an den deutschen Kinokassen gezählt, womit der Film den 25. Platz der meistbesuchten Filme des Jahres belegte.

### Kritiken
„Wir sind die Millers ist vergnüglicher, als man es vielleicht zunächst annehmen würde. Die Schauspieler und die derben Witze sind relativ gut aufeinander zugeschnitten und die Drehbuchautoren sparen nicht an Fremdschäm-Momenten – besonders bei der Figur Kenny – und witzigen, politisch inkorrekten Sprüchen, die durchaus zu lauten Lachen beim Rezensenten geführt haben. Der ganz große Kracher ist die Komödie zwar nicht, aber doch einer der besseren amerikanischen Vertreter in diesem Jahr.“

„Wir sind die Millers ist wunderbare humorige Unterhaltung, für die sich ein Kinobesuch auf jeden Fall lohnt. Die Geschichte ist nett, die Figurenkonstellation ungewöhnlich und die Besetzung hervorragend. Der Großteil der recht innovativen Gags zündet und das Ende weiß zu überzeugen. Wer auf Komödien der etwas härteren Gangart steht und schon bei Kill the Boss oder Hangover Tränen gelacht hat, ist mit einem Kinobesuch zu Wir sind die Millers mehr als gut beraten.“

„Regisseur Rawson Marshall Thurber (‚Voll auf die Nüsse‘) kombiniert zotige Gags im Farrelly-Stil – der Biss einer Tarantel lässt Kennys Hoden auf Apfelsinengröße anschwellen – mit Wortwitz und Situationskomik. Doch nie amüsiert sich der Film auf Kosten seiner Figuren. Zwischen den gut platzierten Pointen bleibt genügend Zeit für die liebevolle Entwicklung der Charaktere. Und es wird niemanden überraschen, dass dieser zusammengewürfelte Haufen nicht umhinkommt, auf seinem irrwitzigen Roadtrip echten Familiensinn zu entwickeln. Fazit: Die Turbulenzen dieses Drogendeals genießen auch nüchterne Zuschauer mit einem seligen Grinsen.“

„Ebenso zusammengeschusterte, aber erstaunlich witzige Komödie, die ein forciertes Gag-Feuerwerk abschießt. Auch wenn die Scherze öfters unterhalb der Gürtellinie liegen, überzeugt die charmante Botschaft vom Zusammenhalt wider dem Chromosomensatz.“

## Trivia
- Im Abspann ist ein Outtake der Szene zu sehen, in der das Lied Waterfalls von TLC im Radio läuft. Statt des TLC-Songs läuft aber zur Überraschung von Jennifer Aniston das Lied I’ll be there for you von der Band The Rembrandts, in das die drei anderen Hauptdarsteller einstimmen. Das ist das Titellied der erfolgreichen US-Sitcom Friends, in der Aniston mitgespielt hat.
- In der Szene an der Grenze ist vor dem Wohnmobil ein oranger VW Bulli T2 mit Wolfsburger Kfz-Kennzeichen zu sehen.
- Der Nachname von Casey (Emma Roberts) wird im Abspann „Mathis“ geschrieben. Allerdings ist in der Flughafenszene ihr Führerschein zu sehen, in dem eindeutig „Matthis“ steht. Ebenso ist im Abspann „Rose O’Reilly“ zu lesen. Der Vorname „Sarah“ wird in der Wohnwagenszene auf dem Fest allerdings erwähnt.
- Drehorte waren North Carolina und New Mexico in den Vereinigten Staaten.[11]
- Die Produktionskosten betrugen 37 Millionen US-Dollar. Der Film spielte weltweit rund 270 Millionen US-Dollar ein, davon 150,4 Millionen US-Dollar allein in den USA.[12]